# کبوتر میوه‌خوار سینه‌زرد
کبوتر میوه‌خوار سینه‌زرد با نام علمی Ptilinopus occipitalis یک گونه کبوتر از سردهٔ کبوتران میوه‌خوار است که بومی مجمع‌الجزایر فیلیپین می‌باشد.

## مشخصات
این پرنده دارای جثه‌ای متوسط بوده و نر و مادهٔ آن بسیار به یکدیگر شبیهند. پیشانی، تاج و لکه‌های چشمی خاکستری رنگند. گردن، دو طرف سر و اطراف چشم‌ها قهوه‌ای و پشت، بالاتنه و دم آن سبزرنگ است. بال‌ها دارای پرهایی به رنگ سبز تا سیاه بوده و کنارهٔ برخی از آنان سفید است. میانهٔ گردن و بخش بالایی سینهٔ پرنده به رنگ زرد درخشان بوده و نوار سرخ براقی در پایین آن در سرتاسر بخش زیرین بدن کشیده شده است. در مرکز بخش زیرین سینه پرها خاکستری رنگ بوده و کمی رنگ سبز در میان آنها دیده می‌شود. بقیهٔ بدن سبز و خاکستری است. نوک پرنده در محل رویشگاه به رنگ قهوه‌ای و در نوک آن زرد متمایل به نارنجی است و پاها نیز قرمز متمایل به ارغوانی است.
طول کبوتر میوه‌خوار سینه‌زرد همراه با دم در حدود ۲۹٬۵ اینچ و فاصلهٔ بین نوک دو بال ۱۵٬۵ اینچ می‌باشد.